# Мерис, Поль (писатель)
Франсуа́-Поль Мери́с (фр. François-Paul Meurice; 5 февраля 1818, Париж — 11 декабря 1905, Париж) — французский писатель
, драматург, редактор, публицист и издатель, ученик и близкий друг Виктора Гюго, соавтор Александра Дюма-отца по ряду произведений..

## Биография
В 1836 году, в возрасте восемнадцати лет, был представлен Виктору Гюго его другом Огюстом Вакри, вскоре стал ревностно преданным своему другу и учителю, занялся литературным творчеством и начал карьеру драматурга.
В 1848 году стал редактором политической газеты «L'Événement», издававшейся Ипполитом де Вильмесаном и защищавшей идеи Гюго. В 1851 году находился в тюрьме за публикацию статьи Гюго, призывавшей к отмене смертной казни.
Дружба Гюго и Мериса была очень глубокой: Гюго был свидетелем на свадьбе Мериса с Пальмирой Гранже, дочерью художника Жана-Пьера Гранже. В течение двадцати лет изгнания Гюго Мерис следил за финансовым положением друга и литературными успехами запрещённого писателя.
В 1869 году основал и возглавил журнал «Le Rappel», где вёл критический и театральный разделы.

## Творчество
Из театральных пьес Мериса имели успех:
- «Бенвенуто Челлини»,
- «Шамиль»,
- «Avocat des pauvres»,
- «Король Богемии».

В сотрудничестве с Жорж Санд написал: «Les Beaux messieurs de Bois Doré», «Cadio», «Le Drac» и др.
Автор ряда романов, в том числе нескольких, созданных в соавторстве с Александром Дюма-отцом («Две Дианы», «Асканио», «Амори», «Замок Эпштейнов»).

## Источник текста
- Мерис, Франсуа-Поль // Энциклопедический словарь Брокгауза и Ефрона : в 86 т. (82 т. и 4 доп.). — СПб., 1890—1907.